# Pırasa
Pırasa és porro en idioma turc. En la cuina turca es fa dos plats més comuns amb porros: Zeytinyağlı pırasa (porros amb ol d'oliva) i Etli pırasa yemeği (menjar de porro amb carn).
Tant zeytinyağlı pırasa com etli pırasa yemeği té pastanagues, cebes, sal y salça. L'últim plat es fa amb carn vermella, de vedella o d'ovella i es menja calent com un plat principal.
En canvi, el primer plat, zeytinyağlı pırasa, es menja fred com tots els plats que componeix la categoria d'entrants "zeytinyağlı yemekler" en la cultura gastronomica de Turquia. Entre els seus ingredients bàsics té una mica d'arròs també, i molts prefereixen rebregar unes gotes de llimona a sobre d'aquest últim plat.